# Hipótesis iris
La hipótesis del iris es una hipótesis propuesta por Richard Lindzen et al. en 2001 en la que sugerían que el aumento de la temperatura de la superficie del mar en los trópicos daría como resultado una reducción de los cirros y, por tanto, una mayor fuga de radiación infrarroja de la atmósfera terrestre. Su estudio de los cambios observados en la cobertura de nubes y los efectos modelados sobre la radiación infrarroja liberada al espacio respaldaron la hipótesis. Se planteó la hipótesis de que esta fuga de radiación infrarroja sugerida era una retroalimentación negativa en la que un calentamiento inicial daría como resultado un enfriamiento general de la superficie. En cambio, la opinión de los defensores del cambio climático antropogénico es que el aumento de la temperatura de la superficie del mar daría como resultado un aumento de los cirros y una reducción de la fuga de radiación infrarroja y, por tanto, una retroalimentación positiva.
Otros científicos probaron posteriormente la hipótesis con diferentes resultados. Al principio algunos no encontraron pruebas que respaldaran la hipótesis; Otros incluso encontraron pruebas que sugerían que el aumento de la temperatura de la superficie del mar en los trópicos si reducía los cirros, pero decían que el efecto era una retroalimentación positiva en lugar de la negativa que Lindzen había planteado como hipótesis.
Posteriormente, un estudio de 2007 realizado por Roy Spencer et al. usando datos satelitales actualizados apoyó potencialmente la hipótesis del iris. En 2011, Lindzen publicó una refutación de las principales críticas. En 2015, Thorsten Mauritsen y Bjorn Stevens publicaron un artículo que nuevamente sugería la posibilidad de un "efecto iris". También propusieron un "mecanismo físico plausible para un efecto iris". En 2017, se publicó un artículo que encontró que "las nubes cirros de yunque tropicales ejercen una retroalimentación climática negativa en fuerte asociación con la eficiencia de la precipitación". Si se confirma, ese hallazgo respaldaría en gran medida la existencia de un "efecto iris".